# 紫雲村
23°49′45.6″N 120°54′13″E / 23.829333°N 120.90361°E
紫雲村是中華民國臺灣嘉義縣竹崎鄉轄下的行政區。位於嘉義縣東北方，西鄰竹崎鄉鹿滿村、灣橋村，南鄰竹崎鄉昇平村，東鄰竹崎鄉義隆村、內埔村。
面積約 3.2574平方公里，行政區包含16個鄰、482戶、人口數1643人。碧山岩、紫雲童玩館為該村景點。

## 地理
嘉義縣竹崎鄉的一個行政區域。

## 聚落歷史
目前區域由田洋、菜堂、鹿寮堀、橄欖腳、瓦窯、大竹圍、公館仔、柑宅仔、過溪仔、土虱甕、崁腳、坑口、頭前厝等多個聚落組成。

## 教育
本區域內無設立國中小，國小學區為鹿滿國小和內埔國小；國中學區為竹崎高中國中部和昇平國中。
鹿滿國小創立於1909年，創校之初稱為「鹿麻產公學校」。1941年，台灣政權從日本政府改為中華民國政府時，改名為「鹿麻產國民學校」。1950年，因行政區域調整，改名為「嘉義縣竹崎鄉鹿滿國民學校」。1968年因台灣延長義務教育，改名為「嘉義縣竹崎鄉鹿滿國民小學」並沿用至今。
內埔國小創立於1939年，其前身為建立於1921年的「鹿滿公學校內埔仔分離教室」，1923年正式成立「鹿滿公學校內埔子分校」，1939年獨立為「內埔公學校」。1945年，改名為「台南縣竹崎鄉第三國民小學」。1946年，因更改行政區域，改名為「台南縣內埔國民學校」。1950年，改名為「嘉義縣竹崎鄉內埔國民學校」。1968年因台灣延長義務教育，改名為「嘉義縣竹崎鄉內埔國民小學」並沿用至今。
竹崎高中國中部創立於1957年12月1日，出名為「嘉義縣竹崎初級中學」。1968年，胎灣開始實施九年義務國民教育時，改稱「嘉義縣立竹崎國民中學」。2005年成立高中部，轉型為完全中學，並改名為「嘉義縣立竹崎高中」。
昇平國中創立於1972年，命名為「嘉義縣立昇平國民中學」。

## 文化資產

### 紫雲碧山岩
主祀神明為觀世音菩薩，陪祀神明為土地公與註生娘娘，建立於1933年。逢農曆正月時五日進行繞境，農曆十一月十九日時舉行觀音佛祖聖誕祭典。

## 景點

### 紫龍山步道
紫龍山步道位於嘉義縣竹崎鄉紫雲村碧山岩寺廟後方，全長約1.6K，最高點與最低點垂直距離80公尺，步行一周只需40至60分鐘，途中有幾個展望點，可以下瞰鹿滿、紫雲村，及竹崎市區風光。

### 紫雲社區童玩館
位於竹崎鄉紫雲村，原是前鄉立托兒所的閒置空間，裡面收藏200多件古早童玩可以讓參觀者免費試玩，並寫有相關的介紹，特別是可以知道童玩舊時的閩南語稱呼。

### 坑口公園
位於坑口的一處雜草叢生的空地，地處村道旁。社區居民首座的休閒公園，內有先民時期的石磨與石臼供人體驗。

### 過溪公園
又稱瓦窯公園，位於坑口旁。佔地廣大；內有適合成人的運動設施及基本遊樂設施。其中座落瓦窯聚落的古井有別一般古井的淡水，水質是鹹的。紫雲部落曾以「斬斷龍」的鄉野傳說來解釋此事，傳說認為故事中斷掉的龍尾巴傳說就是落在此處，並洩了一泡龍尿，所以井水才會變鹹。

### 菜堂三合院
位於菜堂地區，舊時劉家聚落的典型農村三合院建築，外觀維護完整。座落倚山傍水，視野遼闊。是劉家祖先在清朝從大陸福建移居臺灣時所興建，左右共有七落廂房（護龍），至今仍保留古樸典雅形式。當年台視連續劇「老師，老師」，即在此拍攝的。以階梯式的方式建置，「護龍」建築小徑寬敞，環境清幽，排水系統良好。建築與門窗採用檜木搭建，窗戶開啟是以推拉閉合方式，與今不同，具有重要的保存價值。目前經家族會議同意，無償提供其中一排「護龍（廂房）」四個房間，供社區規劃為先民生活文物館，保存老屋的爐灶、桌椅等先民生活用具。
紫雲社區為傳統農業村落，因此農村文化資源豐富且富含歷史元素，幾乎每一聚落都保存有三合院建築，如瓦磘蕭家、大竹圍林家、菜堂劉家、坑口蕭家、鄰家、橄欖腳蕭家、乾宅蕭家與過溪林家等，其中尤以菜堂劉家的三合院保存得最為完整。其格局為一落正廳，左右兩旁各有三落廂房(俗稱護龍)，院前尚有一方池塘，頗有江南水鄉庭院的秀麗風姿。三合院依山坡地形逐級興建，第一層為廣場，第二層為花園與池塘，第三層方為主體院落建築，是十分具特色的石階三合院。

### 鹿紫自行車道
連結鹿滿社區與紫雲社區的自行車道，經大竹圍聚落原有的活動中心為起始點，沿路經過橋涼亭、童玩館、童玩體驗公園連結橄欖腳生態文物園區。

### 橄欖腳文物生態園
橄欖腳是紫雲社區最大聚落，保有早期農村建築及彩繪童趣的牆壁，有紫雲文物寶庫支撐。沿途有以蕭氏公廳的民家房屋為中心向外擴展的護龍，建築時代不一，正好可敘述台灣不同時期的建築風格。園區有「古亭巷」、「穀亭畚」、「土角厝」等特別文物展示區。

### 日月塘
日月塘是進入蕭家公廳之路旁及蕭家公廳正前方的兩個相連的水塘。面積較大位於蕭家公廳正前方的是日池；路邊呈半月形的是月池，上下兩池塘相連，構成日月形狀殊屬少見，經社區改造後原荒煙漫草變成亭宇樓閣，可欣賞池中的錦鯉。舊時功能為供當地農家眷養雞鴨禽類，和雨季調節水源之用。